# Jake Garn
Edwin Jacob "Jake" Garn, född 12 oktober 1932 i Richfield, Utah, är en amerikansk republikansk politiker. Han var borgmästare i Salt Lake City 1972-1974. Han representerade delstaten Utah i USA:s senat 1974-1993.
Garn avlade 1955 sin grundexamen vid University of Utah. Han studerade sedan vidare vid samma universitet. Han tjänstgjorde som pilot i USA:s flotta 1956-1960. Han var sedan verksam inom försäkringsbranschen.
Garn vann borgmästarvalet i Salt Lake City 1971. Han efterträdde sedan J. Bracken Lee som borgmästare. Han blev invald i USA:s senat i senatsvalet 1974. Senator Wallace F. Bennett avgick några dagar i förtid och efterträddes av Garn redan i december 1974.
Han blev 1985 den första sittande ledamoten av USA:s kongress i rymden genom att följa med rymdfärjan Discoverys STS-51-D.
Garn kandiderade inte till omval i senatsvalet 1992. Han efterträddes i januari 1993 som senator av Robert Bennett.
Garn är medlem av Jesu Kristi Kyrka av Sista Dagars Heliga. Hans bok Why I Believe utkom 1992. Han skriver i boken bland annat om tron i familj, tolerans, kärlek, frihet, demokrati, prästerskapets makt och Gud.